# Peter Gienow
Peter Gienow (* 17. April 1960 in Dorsten/Westfalen) ist ein deutscher Arzt, Homöopath und Autor.

## Leben
Peter Gienow studierte Medizin an den Universitäten Düsseldorf und   Bonn. Nach diesem Studium und einer Weiterbildung in der Pathologie Siegburg studierte er die Lehren der Homöopathie. Eine einjährige Praxisausbildung erhielt Gienow in Celle unter der Leitung von Max Tiedemann, Reinhold Tögel, Konrad Menhard und Wolfgang Hettich. Im Anschluss an diese Praxisausbildung arbeitete Gienow als Homöopath und Supervisor in Celle, Hannover, Hamburg und Lüchow.

## Miasmatik nach Peter Gienow
Gienows Hauptinteresse gilt der Behandlung chronischer Krankheiten: Ausgehend von Samuel Hahnemanns Miasmentheorie entwickelte er eigene Modelle und Anschauungen zum Verständnis sowie zur Behandlung chronischer Krankheiten. Seine Miasmatik basiert auf den Schriften Die chronischen Krankheiten von Samuel Hahnemann, der Ur-Organerkrankung nach Johann Gottfried Rademacher und den alchemistischen Erkenntnissen des Paracelsus.

## Veröffentlichungen
- Miasmatische Schriftenreihe Nr.1 bis 9. Irl, Buchendorf 2010, ISBN 3-933666-68-6
- Miasmatische Repertorisation. Irl, Buchendorf 2008, ISBN 3-933666-45-7
- Die miasmatische Behandlung der Syphilinie. Irl, Buchendorf 2006, ISBN 3-933666-32-5
- Homöopathische Miasmen: Die Psora. 2. überarbeitete Aufl., Sonntag, Stuttgart 2005, ISBN 3-8304-9123-9
- Homöopathische Miasmen: Die Sykose. 2. überarbeitete Aufl., Sonntag Verlag, Stuttgart 2005, ISBN 3-8304-9127-1
- Die hermetischen Gesetze als Grundlage der Homöopathie. Irl, Buchendorf 2005, ISBN 3-933666-09-0
- Die Zeitenwende als Grundlage für Syphilinie und Karzinogenie. Irl, Buchendorf 2005, ISBN 3-933666-11-2